# Haeju
Haeju (kor. 해주, Haeju-si) – miasto w Korei Północnej nad Morzem Żółtym. Stolica prowincji Hwanghae Południowe. Liczba ludności to około 273 tys. mieszkańców (2008). W mieście znajduje się port handlowy i rybacki. W Haeju rozwinął się przemysł metalowy, cementowy, szklarski oraz spożywczy.
Rodzinne miasto An Jung Kŭna – koreańskiego bohatera niepodległościowego – oraz pierwszego prezydenta Korei Południowej Lee Sŭng Mana.